# Der Stellvertreter (2002)
Der Stellvertreter (Originaltitel: Amen.) ist eine Verfilmung von Rolf Hochhuths gleichnamigem Dokumentarschauspiel aus dem Jahr 1963. Regie führte Costa-Gavras, in den Hauptrollen sind Ulrich Tukur, Mathieu Kassovitz und Ulrich Mühe zu sehen. Seine Weltpremiere hatte der Film am 14. Februar 2002 im Wettbewerb der Berlinale.
Das Filmdrama kritisiert den fehlenden Protest der katholischen Kirche gegen den Holocaust zur Zeit des Nationalsozialismus in Deutschland. Er basiert auf einer wahren Geschichte, die Richtigkeit des dort dargestellten Verhaltens des Vatikans wird jedoch von Kritikern angezweifelt.
Kurt Gerstein, eine der wenigen realen Personen in dem Film, ist als Hygienespezialist für die SS tätig. Sein Aufgabenbereich wird von der Desinfektion auf die Vernichtung von Juden in Konzentrationslagern verlagert. Entsetzt über diese Verbrechen sucht er die Hilfe der katholischen Kirche – die er allerdings nicht erhält.

## Inhalt
In der Anfangsszene tritt Stefan Lux in den Plenarsaal des Völkerbundes in Genf ein und unterbricht die dort stattfindende Sitzung. Er macht auf die Verfolgung der Juden im nationalsozialistischen Deutschland aufmerksam und erschießt sich daraufhin, um die Wichtigkeit seiner Botschaft zu unterstreichen.
Währenddessen wird in Deutschland eine Gruppe von geistig behinderten Menschen, darunter die Nichte des SS-Obersturmführers Kurt Gerstein, getötet (siehe auch Aktion T4). Die katholische Kirche, die von den vorgeschobenen Tötungsgründen erfährt, protestiert und erstattet Anzeige. Daraufhin wird das „Euthanasie“-Programm eingeschränkt.
Gerstein soll in Polen als Hygienespezialist für die richtige Verwendung großer Mengen von Blausäure sorgen. Dort zeigen ihm ein SS-Arzt und weitere SS-Mitglieder die Vernichtungslager. Er ist entsetzt und kontaktiert auf der Rückreise den Sekretär der schwedischen Botschaft, Baron von Otter, um ihm von den Vorgängen in Polen zu berichten. Zurück in Berlin versucht er, Pastor Dibelius davon zu überzeugen, ähnlich wie zuvor bei der „Euthanasie“ Protest einzulegen, um so durch öffentlichen Druck die Vernichtung der Juden zu stoppen. Der Pastor schenkt ihm jedoch keinen Glauben und lehnt ab, auch weil er eine Falle der Geheimen Staatspolizei fürchtet. Kurt Gerstein wendet sich direkt an den Nuntius, doch auch dieser glaubt ihm nicht. Sein Sekretär Riccardo Fontana jedoch, der das Gespräch mitgehört hat, trifft sich mit Gerstein und reist in den Vatikan, um dort von den Vernichtungslagern zu berichten.
Gerstein arbeitet währenddessen weiterhin in dem Hygieneinstitut der SS und hilft dabei, neue Vernichtungsanlagen zu entwickeln, die effizienter und schneller arbeiten sollen. Er tut dies auch, um das Leiden der Betroffenen zu verkürzen. Der SS-Arzt freundet sich ein wenig mit Gerstein an, der „der einzige ist, mit dem es sich noch lohnt zu reden.“ Privat trifft Gerstein sich mit seinen ehemaligen Freunden, die ihm jedoch nicht helfen möchten.
Fontana stößt derweil in Rom auf ähnliche Probleme: Weder sein Vater Graf Fontana noch der Berater des Papstes schenken ihm Glauben. Immerhin wird ihm versprochen, dass Papst Pius XII. die Verbrechen Hitlers in seiner Weihnachtsrede anprangern wird – was jedoch nicht geschieht. Er spricht mit weiteren Kirchenvertretern, die zwar seine Informationen nicht anzweifeln, aber aus strategischen Überlegungen gegen eine direkte Einmischung des Papstes sowie gegen militärische Maßnahmen sind.
Gerstein und Fontana beschließen, gemeinsam in den Vatikan zu reisen. Doch dort werden bereits Juden und Konvertiten von den Nazis verhaftet. Angesichts dieser Vorkommnisse ist eine Audienz eines SS-Offiziers bei dem Papst nicht möglich. In einer verzweifelten Aktion wendet sich Fontana dennoch an Papst Pius XII.; als dieser seinen Rat nicht befolgt, heftet er sich einen Judenstern an seine Brust. Er geht zu dem Bahnhof, an dem an diesem Abend tausend Juden deportiert werden sollen, und steigt mit ihnen in den Zug. In dem Vernichtungslager angekommen, wird er zu dem SS-Arzt geführt, da man erfahren hat, dass er ein katholischer Priester sei. Er wird auf die Anweisung des Arztes zu einem Sonderkommando am Krematorium eingeteilt. Auf der Rückreise von Rom fälscht Gerstein die Unterschrift Himmlers, um Fontanas Freilassung zu erwirken. Doch der SS-Arzt bemerkt die gefälschte Unterschrift und ordnet die Ermordung Fontanas an. Anstatt Gerstein für seinen Verrat zu richten, reist er selbst in den Vatikan, um vor dem nahenden Einmarsch der Alliierten noch ins Ausland zu fliehen.
Nach der Kapitulation Deutschlands wird Gerstein gefangen genommen und schreibt einen Bericht über die Geschehnisse in den Vernichtungslagern und seinen Widerstand. Dennoch wird er angeklagt. Schließlich wird er erhängt in seiner Zelle aufgefunden – der Film lässt bewusst offen, ob Gerstein Selbstmord begangen hatte oder ermordet wurde.
Der Film endet mit einem Gespräch zwischen dem SS-Arzt und dem Bischof Alois Hudal, der ihm zur Flucht nach Argentinien verhilft.

## Stilmittel
Im Laufe des Filmes werden zwischen den Szenen immer wieder in die Vernichtungslager fahrende bzw. aus ihnen kommende Züge gezeigt, die mit Menschen gefüllt bzw. leer sind. Dadurch wird dem Zuschauer vermittelt, dass die Deportation zu jeder Zeit weiter geht, während aus Sicht der handelnden Politiker und Kirchenvertreter anscheinend keine große Eile besteht.

## Kritiken
„Das konventionell inszenierte, mit guten Darstellern besetzte Lehrstück setzt zum Teil andere Akzente als die Bühnenfassung und reduziert die Rolle des Papstes. Costa-Gavras geht es mehr um einen – unbestreitbar diskussionswerten – moralischen Appell als um historische Genauigkeit, wodurch er freilich die Chance verschenkt, die komplexen Charaktere und die politischen Konstellationen genauer zu durchleuchten.“

„[…] Costa-Gavras hat nichts gesucht, und er hat nichts gefunden. Abgesehen vom groben Gang der Geschichte und der Konstellation der Figuren, waren ihm Hochhuths Theaterstück und dessen Bedeutung offenbar herzlich egal. Wie die Vorlage handelt auch der Film von den vergeblichen Versuchen des SS-Mannes Kurt Gerstein, die katholische Kirche – namentlich Papst Pius XII. – zum offenen Widerstand gegen die Massenvernichtung der Nationalsozialisten zu bewegen. Aber wo Hochhuth daraus politisches Aufklärungstheater mit tiefen Zweifeln an der Aufklärung selber geschaffen hat, behandelt Costa-Gavras den Stoff ganz reflexionslos als Story: Unablässig hetzt sein Gerstein (Ulrich Tukur) von Instanz zu Instanz, während immer mehr volle Güterzüge nach Osten fahren. Wo Hochhuth seine Geschichte auf wenige, gleichsam überhöhte Szenen verdichtet, kennt Costa-Gavras als Rhythmus bloß die Parallelmontage des Action-Films: Gerstein rennt, Züge fahren.“

## Auszeichnungen
- 2002: Nominiert in der Kategorie Best European Actor (Ulrich Tukur) bei den European Film Awards.[8]
- 2002: Nominiert für den Goldenen Berliner Bär (Berlinale).[9] Berlinale Kamera für den Regisseur Constantin Costa-Gavras „für seine Verdienste um den politisch engagierten Film“.[10]
- 2003: César für die Kategorie Bestes Drehbuch. Sechs weitere Nominierungen für den besten Film, den besten Hauptdarsteller, die beste Kamera, die beste Regie, die beste Filmmusik und den besten Ton.[11][12]
- 2003: Prix Lumières in der Kategorie Bester Film.[13]